# Edwardsia coriacea
Edwardsia coriacea is een zeeanemonensoort uit de familie Edwardsiidae.
Edwardsia coriacea is voor het eerst wetenschappelijk beschreven door Moseley in 1877.